# Ácido taurocólico

El ácido taurocólico procede del ácido cólico (uno de los ácidos biliares) conjugado con el aminoácido taurina en el carbono 17.
Este ácido con sodio y potasio forma una de las sales biliares.
- Datos: Q2659931
- Multimedia: Taurocholic acid / Q2659931